# 1-Octadecanol
El 1-octadecanol o alcohol estearílico (también conocido como alcohol de octadecilo u octadecil alcohol) es un compuesto orgánico con la fórmula C18H38O. Se clasifica como un alcohol graso. Toma la forma de gránulos o copos blancos, que son insolubles en agua. Tiene una amplia gama de usos como un ingrediente en lubricantes, resinas, perfumes y cosméticos. Se utiliza como un emoliente, emulsionante y espesante en ungüentos de diversos tipos, y es ampliamente utilizado como un recubrimiento del cabello en los champús y acondicionadores para el cabello. También se ha encontrado aplicación como una monocapa de supresión de evaporación cuando se aplica a la superficie del agua.
Alcohol estearílico se prepara a partir de ácido esteárico o algunas grasas por el proceso de catalizador de hidrogenación. Tiene baja toxicidad.